# Верона (Нью-Джерсі)
Верона (англ. Verona) — селище (англ. village) в США, в окрузі Ессекс штату Нью-Джерсі. Населення — 14 572 особи (2020).

### Клімат
| Клімат : Верона       | Клімат : Верона | Клімат : Верона | Клімат : Верона | Клімат : Верона | Клімат : Верона | Клімат : Верона | Клімат : Верона | Клімат : Верона | Клімат : Верона | Клімат : Верона | Клімат : Верона | Клімат : Верона | Клімат : Верона |
| Показник              | Січ.            | Лют.            | Бер.            | Квіт.           | Трав.           | Черв.           | Лип.            | Серп.           | Вер.            | Жовт.           | Лист.           | Груд.           | Рік             |
| Середній максимум, °C | 2,2             | 4,4             | 9,4             | 15,6            | 21,7            | 26,1            | 28,9            | 27,8            | 23,9            | 17,8            | 11,7            | 5,0             | 16,3            |
| Середній мінімум, °C  | −7,2            | −6,1            | −1,7            | 3,3             | 8,9             | 13,9            | 16,7            | 15,6            | 11,1            | 5,0             | 0,6             | −4,4            | 4,7             |
| Норма опадів, мм      | 104             | 77              | 105             | 117             | 125             | 114             | 120             | 112             | 130             | 102             | 107             | 105             | 1318            |
| --------------------- | --------------- | --------------- | --------------- | --------------- | --------------- | --------------- | --------------- | --------------- | --------------- | --------------- | --------------- | --------------- | --------------- |
| Джерело:              |                 |                 |                 |                 |                 |                 |                 |                 |                 |                 |                 |                 |                 |

## Демографія
Згідно з переписом 2010 року, у селищі мешкали 13 332 особи в 5315 домогосподарствах у складі 3522 родин. Було 5523 помешкання
Расовий склад населення:
| - 91,2 % — білих - 4,0 % — азіатів - 2,0 % — чорних або афроамериканців - 1,1 % — осіб інших рас |

До двох чи більше рас належало 1,6 %. Частка іспаномовних становила 6,0 % від усіх жителів.
За віковим діапазоном населення розподілялося таким чином: 23,2 % — особи молодші 18 років, 57,5 % — особи у віці 18—64 років, 19,3 % — особи у віці 65 років та старші. Медіана віку мешканця становила 44,0 року. На 100 осіб жіночої статі у селищі припадало 89,1 чоловіків;  на 100 жінок у віці від 18 років та старших — 86,0 чоловіків також старших 18 років.
Середній дохід на одне домашнє господарство  становив 133 733 долари США (медіана — 101 528), а середній дохід на одну сім'ю — 168 677 доларів (медіана — 135 350). Медіана доходів становила 91 063 долари для чоловіків та 61 528 доларів для жінок. За межею бідності перебувало 3,6 % осіб, у тому числі 4,9 % дітей у віці до 18 років та 3,9 % осіб у віці 65 років та старших.
Цивільне працевлаштоване населення становило 6667 осіб. Основні галузі зайнятості: освіта, охорона здоров'я та соціальна допомога — 28,6 %, науковці, спеціалісти, менеджери — 14,7 %, фінанси, страхування та нерухомість — 11,3 %, роздрібна торгівля — 8,4 %.